# Запис Радојковића орах (Подгорац)
Запис Радојковића орах (Подгорац) се налази на парцели чији је власник Радојковић Милан.

## Локација
| Општина             | Ражањ                                                                       |
| Катастарска општина | Подгорац                                                                    |
| Потес               | Баре                                                                        |
| Координате          | 43° 43′ 52″ С; 21° 35′ 09″ И / 43.731009999999998° С; 21.585899999999999° И |
| Надморска висина    | 229m                                                                        |

## Карактеристике
Дендрометријске вредности утврђене на терену и сателитским снимцима:
| Стабло                     | Орах |
| Висина стабла              | m    |
| Обим дебла                 | m    |
| Пречник крошње             | 13m  |
| Пречник дебла              | m    |
| Висина дебла до прве гране | m    |

## База записа
Запис је у оквиру Викимедија пројекта "Запис - Свето дрво" заведен под редним бројем 1052.